# Szojuz TMA–6
A Szojuz TMA–6 a Szojuz–TMA orosz háromszemélyes űrhajó repülése volt 2005-ben. Ez volt a 26. emberes repülés a Nemzetközi Űrállomásra (ISS).

## Küldetés
Váltószemélyzetet szállított az ISS-re. A tudományos és kísérleti feladatokon túl az űrhajók cseréje volt szükségszerű.

## Jellemzői
2005. április 15-én a Bajkonuri űrrepülőtér 1. sz. indítóállásából egy Szojuz–FG hordozórakéta juttatta alacsony Föld körüli pályára. Több pályamódosítást követően április 17-én a Nemzetközi Űrállomást (ISS) automatikus vezérléssel megközelítette, majd sikeresen dokkolt. Az űrhajó pályája 88,7 perces, 51,7°-os hajlásszögű, az elliptikus pálya perigeuma 199 km, apogeuma 246 km volt.
Az időszakos karbantartó munkálatok mellett elvégezték az előírt kutatási, kísérleti és tudományos feladatokat. Fogadták a teherűrhajókat (M52, M53, M54), kirámolták a szállítmányokat, illetve bepakolták a keletkezett hulladékot. Ellenőrizték a Discovery űrrepülőgép (STS–114) hővédőpajzsát. Az olasz tudósok, az Európai Űrügynökség (Eneide program) által összeállított kísérleteket Roberto Vittori végezte. Az űrhajót másik dokkolóhoz helyezték, elősegítve az űrsétát (kutatás, szerelés).
2005. október 11-én Arkalik (oroszul: Арқалық)  városától 57 km-re északkeletre ért Földet. Az űrhajó összesen 179 napot, 00 órát, 23 percet és 23 másodpercet töltött a világűrben, ez idő alatt 2817 alkalommal kerülte meg a Földet.

## Személyzet

### Felszállásnál
- Szergej Krikaljov parancsnok
- John Lynch Phillips fedélzeti mérnök
- Roberto Vittori fedélzeti mérnök

### Leszálláskor
- Szergej Konsztantyinovics Krikaljov parancsnok
- John Lynch Phillips fedélzeti mérnök
- Gregory Hammond Olsen fedélzeti mérnök

### Tartalék személyzet
- Mihail Tyurin parancsnok
- Robert Brent Thirsk fedélzeti mérnök
- Daniel Michio Tani fedélzeti mérnök